# تحریم خرید از سوپرمارکت‌ها در کشورهای جنوب شرقی اروپا
تحریم خرید از سوپرمارکت‌ها در کشورهای جنوب شرقی مجموعه ای از تحریم‌ها علیه فروشگاه‌های خرده فروشی در جنوب شرقی و شرق اروپا است. این جنبش در اواخر ژانویه در کرواسی آغاز شد. این اقدام اعتراضی توسط یک گروه فیس بوک با پشتیبانی یک سازمان مصرف‌کننده راه اندازی شد. این فراخوان به سرعت از طریق رسانه‌های اجتماعی پخش شد و سازمان‌های تأسیسی مانند اتحادیه‌های کارگری و احزاب سیاسی نیز به آن پیوستند. تنها یک هفته بعد، این جنبش پیروانی در کشورهای دیگر پیدا کرد و فراخوان‌های مشابهی برای تحریم در بوسنی و هرزگوین، صربستان، مونته‌نگرو، مقدونیه شمالی و بلغارستان دنبال شد.